# Velární laterální aproximanta
Velární laterální aproximanta je souhláska, vyskytující se okrajově v některých jazycích. V IPA se značí symbolem <ʟ>, v SAPMA jako <L\>. Vyskytuje se především v jazycích Papuy Nové Guineje (např. Melpa, Mid-Wahgi). V některých dialektech angličtiny se tak vyslovuje písmeno l před velárami a bilabiálami (např. ve slově milk). Podle některých zdrojů se vyskytuje také v albánštině (zapisováno jako ll), podle jiných zdrojů je to ale spíše velarizovaná alveolární laterální aproximanta.
- Způsob artikulace: aproximantní souhláska (aproximanta). Vytváří se přiblížením artikulačních orgánů, které je však menší než u frikativ, takže proudění vzduchu nevytváří tak výrazný šum.
- Místo artikulace: zadopatrová souhláska (velára). Uzávěra se vytváří mezi hřbetem jazyka a měkkým patrem.
- Znělost: Znělá souhláska – při artikulaci hlasivky vibrují.
- Ústní souhláska – vzduch prochází při artikulaci ústní dutinou.
- Boková souhláska (laterála) – vzduch proudí převážně přes boky jazyka spíše než přes jeho střed.
- Pulmonická egresivní hláska – vzduch je při artikulaci vytlačován z plic.